# Oreste Del Buono
Oreste Del Buono (Poggio, 8 marzo 1923 – Roma, 30 settembre 2003) è stato uno scrittore, giornalista, traduttore, critico letterario, curatore editoriale e sceneggiatore italiano.

## Biografia

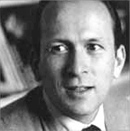
Un'immagine giovanile di Del Buono.

Nativo di Poggio, nella parte occidentale dell'Isola d'Elba, nipote dell'eroe toscano Teseo Tesei e del politico Pilade Del Buono, studiò a Milano, dove visse durante la guerra. In quel periodo fu militare di Marina; catturato dai tedeschi dopo l'armistizio dell'8 settembre 1943, trascorse un anno e mezzo di prigionia in Germania.

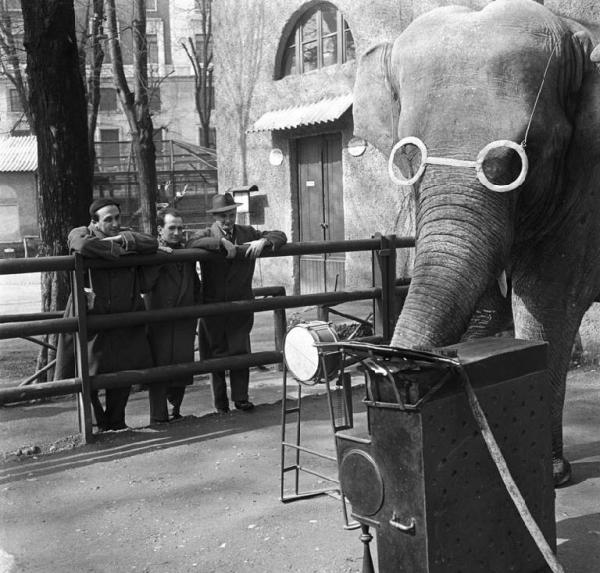
Oreste Del Buono con Alfonso Gatto e Vittorio Sereni a Milano, fotografia di Federico Patellani (1951).

Fu traduttore prolifico, soprattutto dal francese, ed esperto di fantascienza, gialli, cinema, fumetti, sport, pubblicità (sulla quale tenne una rubrica su Panorama). Tra le traduzioni, Il cappotto di Nikolaj Vasil'evič Gogol', Madame Bovary di Gustave Flaubert, Un amore di Swann di Marcel Proust e L'azzurro del cielo di Georges Bataille, ma anche opere di André Gide, Guy de Maupassant, Michel Butor, Michel Tournier, Marguerite Yourcenar, Nathalie Sarraute, Denis Diderot, Benjamin Constant, Claude Gutman, e dall'inglese di Raymond Chandler, Robert Louis Stevenson, Arthur Conan Doyle, Oscar Wilde, Horace Walpole, Ian Fleming, ecc.
Fece parte ma ai margini del Gruppo 63, pubblicando nello stesso anno con la Feltrinelli Per pura ingratitudine. Altri suoi libri furono Racconto d'inverno (1945), Un intero minuto (1959), L'amore senza storie (1960), Né vivere né morire (1964), Un tocco in più (1966, con Gianni Rivera), I peggiori anni della nostra vita (1971), La nostra età (1974), La parte difficile (1975, ma ripubblicato nel 2003 a cura di Daniele Brolli), Tornerai (1976), Un'ombra dietro il cuore (1978), Il comune spettatore (1979), Se m'innamorassi di te (1980), La talpa di città (1984), La nostra classe dirigente (1986), La debolezza di scrivere (1987), La vita sola (1989), Acqua alla gola (1992), Amici, amici degli amici, maestri (1994) ecc.
Svolse mansioni di "editor" presso numerose case editrici (Rizzoli, Bompiani, Garzanti, ecc.), facendo conoscere autori stranieri fino ad allora sconosciuti in Italia e curando e introducendo opere di autori italiani quali Achille Campanile, Giovannino Guareschi, Giorgio Scerbanenco, Carletto Manzoni, Tiziano Sclavi, Renato Olivieri, Marcello Marchesi, Giorgio Forattini, Emilio Giannelli, Augusto De Angelis, Paolo Villaggio, Giulio Angioni ecc. Fu soprattutto un grande valorizzatore della cosiddetta "cultura popolare", curando un volume su James Bond con Umberto Eco e una delle prime se non la prima Enciclopedia del fumetto italiana, prendendo in debita considerazione e in anticipo su molti il valore artistico dei fumetti. Grande eclettico, scrisse anche un libro sul regista Billy Wilder e diverse pagine su Federico Fellini. Nel 1981 fece anche il commentatore sportivo per Contatto, il telegiornale diretto da Maurizio Costanzo su PIN, un'emittente televisiva di proprietà del gruppo Rizzoli. Collaboratore de La Stampa dal 1981 al 1985 e dal 1989 alla sua morte, dal 1990 curò la rubrica di lettere al direttore "Risponde O.d.B.", oltre a tenere sul supplemento "Tuttolibri" le rubriche "Amici maestri" (1992-97) e "Luoghi comuni" (1998-2003, con Giorgio Boatti. È stato attivo anche in televisione per la quale ha collaborato, fra l'altro, nel 1965 con Franco Enriquez alla riduzione televisiva Resurrezione (dal romanzo omonimo di Lev Tolstoj).
Per Radio Rai realizzò Le interviste impossibili, insieme con Carmelo Bene e altri, nelle quali si immaginava di intervistare personaggi d'altri tempi (Edmondo De Amicis, Fëdor Dostoevskij, Vladimir Majakovskij ecc.) interpretati da Bene. Divenne noto al grande pubblico soprattutto per aver diretto la rivista linus dal 1972 al 1981. Spesso ha usato la sigla OdB per firmarsi (un'antologia di scritti a suo omaggio si intitola appunto Ciao odb, pubblicata in collaborazione tra Baldini Castoldi Dalai e linus appena dopo la sua morte nel 2003). Il record di cui andò più fiero furono le 102 dimissioni date (o millantate). «Una cifra forse gonfiata, ma se pensiamo che spesso tornava sui suoi passi e che scrisse o fu redattore per L'Unità, Milano Sera, L'Espresso, La Repubblica, La Stampa, Panorama, Oggi, Gente, Epoca, e consulente editoriale di Garzanti, Feltrinelli, Rizzoli, Einaudi, Sonzogno, Baldini Castoldi Dalai Editore, Mondadori, può anche essere», secondo Giovanna Rosa, cattedra di letteratura alla Statale di Milano.
È morto a Roma nel 2003, dopo una lunga malattia, assistito dalla compagna, la giornalista Lietta Tornabuoni.

## Opere

### Narrativa
- Racconto d'inverno, Milano, Edizioni di Uomo, 1945.
- La parte difficile, Milano, Mondadori, 1947.
- Acqua alla gola, Milano, Mondadori, 1953 (ripubblicato nel 1992 da Ponte alle Grazie).
- L'amore senza storie, Milano, Feltrinelli, 1958.
- Un intero minuto, Milano, Feltrinelli, 1959.
- Per pura ingratitudine, Milano, Feltrinelli, 1961.
- Facile da usare, Milano, Feltrinelli, 1962.
- Né vivere né morire, Milano, Mondadori, 1963.
- La terza persona, Milano, Mondadori, 1965.
- I peggiori anni della nostra vita, Torino, Einaudi, 1971.
- La fine del romanzo, Torino, Einaudi, 1973 (mai distribuito per decisione dell'autore).
- Un'ombra dietro il cuore, Torino, Einaudi, 1978 (mai distribuito per decisione dell'autore).
- Se mi innamorassi di te, Milano, Longanesi, 1980.
- La talpa di città, Roma-Napoli, Theoria, 1984.
- Amori neri, Roma-Napoli, Theoria, 1985.
- La nostra classe dirigente, Milano, Mondadori, 1986.
- La debolezza di scrivere, Venezia, Marsilio, 1987.
- La vita sola, Venezia, Marsilio, 1989. Premio nazionale letterario Pisa di Narrativa.[5]

### Teatro
- Niente per amore, Milano, Feltrinelli, 1962.

### Saggistica
- Billy Wilder, Parma, Guanda, 1958.
- Alberto Moravia, Milano, Feltrinelli, 1962.
- Federico Fellini, Monza, Cinestudio, 1965.
- Un tocco in più (con Gianni Rivera), Milano, Rizzoli, 1966.
- Piero della Francesca, Milano, Rizzoli, 1967.
- Dalla Corea al Quirinale (con Gianni Rivera), Milano, Rizzoli, 1968.
- Poco da ridere. Storia privata della satira politica dall'«Asino» a «Linus», Bari, De Donato, 1976.
- Il comune spettatore, Milano, Garzanti, 1979.
- Amici, amici degli amici, maestri..., Milano, Baldini & Castoldi, 1994.
- Sul fumetto (a cura di Daniele Brolli), Bologna, Comma 22, 2014.[6]
- Giallo all'italiana (a cura di Elisabetta Camerlo), Pistoia, Compagnia dei Santi Bevitori, 2023.

Alle opere di narrativa e saggistica sopra elencate andrebbero aggiunte le antologie curate da Oreste Del Buono (qualcuna in collaborazione con Lietta Tornabuoni) e le numerose traduzioni di opere della letteratura francese e inglese.